# 魯特斯高地
72°37′S 0°27′E / 72.617°S 0.450°E
魯特斯高地（德語：Rootshorga，英语：Roots Heights），是南極洲的高地，位於毛德皇后地的瑪塔公主海岸，屬於斯維爾德魯普山脈的一部分，由德國的探險隊拍攝空中照片（1938–39），現時由南極條約體系管理。